# Liwa al-Aqsa

Flagge der Dschund al-Aqsa

Die Liwa al-Aqsa oder al-Aqsa-Brigade ist eine Miliz, die der terroristischen Vereinigung Islamischer Staat (IS) angehörig ist. 
Am 22. Februar 2017 verließen über 2000 Angehörige der Miliz die Provinz von Idlib, um sich den Kämpfern des IS bei ar-Raqqa anzuschließen. Zuvor exekutierten sie 90 Kämpfer der Freien Syrischen Armee und anderer Rebellengruppen, die sie in Gefangenschaft hielten.
Die Miliz war zuvor mit der al-Nusra-Front und dem IS verbündet, zu dieser Zeit hieß sie „Dschund al-Aqsa“ (arabisch جند الأقصى, DMG Dschund al-‘Aqṣā) und war eine Ansammlung von extremistischen Rebellengruppen, die hauptsächlich gegen aus ihrer Sicht zu „moderate“ Rebellengruppen wie die Ahrar al-Scham, Suqur asch-Scham, Faylaq asch-Scham, Tahrir asch-Scham, die Bewegung Nour al-Din al-Zenki sowie gegen sämtliche Gruppierungen innerhalb der Freien Syrischen Armee kämpfte.
Liwa al-Aqsa verkündete seine Lösung von al-Nusra, als diese sich in Dschabhat Fatah asch-Scham umstrukturierte.
Das Außenministerium der Vereinigten Staaten stuft die Miliz seit dem September 2016 als Specially Designated Global Terrorist (SDGT) und Foreign Terrorist Organization (FTO) ein. Sie wurde als Terroristische Vereinigung eingestuft und auf die Liste der durch das Außenministerium der Vereinigten Staaten als terroristisch bezeichneten Organisationen im Ausland gesetzt. Die Behörde macht die Miliz für zahlreiche Selbstmordanschläge und Massaker verantwortlich, unter anderem für eines in der Provinz Hama in dem Dorf Maan, in dem die Miliz willkürlich 40 der Dorfbewohner hingerichtet haben soll. Auch die Türkei, Großbritannien und Saudi-Arabien führen sie als solche. Deutschland, Jordanien, Frankreich, der Irak, Italien und Katar stuften sie Anfang 2017 ebenfalls als terroristisch ein.
Über die Führung der Miliz ist wenig bekannt. Als einer der letzten bekannten Emire gilt Abu Thar al-Najdi I-Harthy, ein saudi-arabischer Staatsbürger. Gegründet wurde sie von Muhammed Yusuf Uthman Abd al Salam (Kampfname:Abu Abdulaziz al-Qatari), ein Jordanier mit palästinensischen Wurzeln. Dieser sei von Abu Bakr al-Baghdadi beauftragt gewesen in Syrien Terrorzellen aufzustellen. Al-Qatari verstarb 2014, eine führende Rolle sollen seitdem seine beiden Söhne und ein saudischer Staatsbürger mit dem Namen Abu Dharr al Jazrawi innehaben.